# 布里斯托 (愛荷華州)
布里斯托（英語：Bristow）是一個位於美國愛荷華州巴特勒縣的城市。

## 地理
布里斯托的座標為42°46′25″N 92°52′45″W / 42.77361°N 92.87917°W，而該地的平均海拔高度為316米（即1037英尺）。

## 人口
根據2010年美國人口普查的數據，布里斯托的面積為2.43平方千米，當中陸地面積為2.43平方千米，而水域面積為0.00平方千米。當地共有人口160人，而人口密度為每平方千米65人。